# سيسيليو مارتينيز
سيسيليو مارتينيز هو لاعب كرة قدم باراغواياني، ولد في 1 فبراير 1943.